# Torre Civette

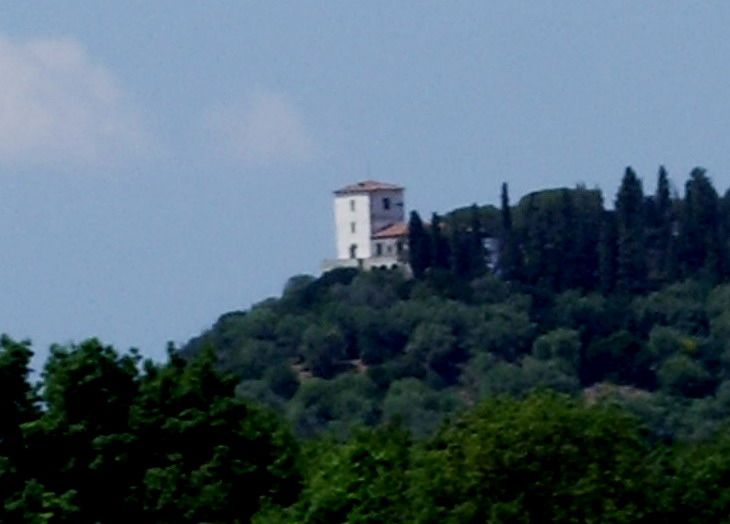
La torre

Torre Civette si trova presso l'omonima fattoria lungo la fascia costiera del comune italiano di Scarlino (provincia di Grosseto), su un promontorio a sud di cala Violina nei pressi della foce del torrente Alma, nel cuore dell'area protetta delle Bandite di Scarlino.

## Storia
La torre venne fatta ricostruire nel corso del Cinquecento al posto di una preesistente fortificazione medievale, ed era un punto di riferimento fondamentale nell'ambito del sistema difensivo del principato di Piombino, svolgendo prevalentemente funzioni di avvistamento.
L'edificio ha subito alcuni interventi di ristrutturazione nel corso del Settecento ed è stato dismesso dalle sue funzioni originarie nella prima metà del secolo successivo.
In seguito, la fortificazione è stata trasformata in abitazione privata, venendo incorporata nella vicina tenuta; durante il secolo scorso ha subito ulteriori interventi di restauro che hanno completamente modificato il suo aspetto iniziale.

## Descrizione
La torre Civette, immersa nella macchia mediterranea, si articola su più livelli, presentando una sezione quadrangolare e pareti completamente intonacate, a seguito degli ultimi interventi di restauro.
La parte alta della torre è stata completamente modificata con la costruzione di un tetto a 4 spioventi poco pronunciati al posto dell'originaria terrazza sommitale.